# Eusébio Marques de Carvalho
Eusébio Marques de Carvalho é um político português. Ocupou diversos cargos em governos portugueses.

## Funções governamentais exercidas
- IV Governo Constitucional
  - Ministro do Trabalho
- VI Governo Constitucional
  - Ministro do Trabalho
- VII Governo Constitucional
  - Ministro da Reforma Administrativa